# 奇奇卡帕克山
13°56′40″S 70°22′0″W / 13.94444°S 70.36667°W
奇奇卡帕克山（Chichicapac），是秘魯的山峰，位於該國東南部普諾大區，處於瓦伊納卡帕克山和阿林卡帕克山東南面、喬皮科查湖東北面，屬於安第斯山脈中卡利亞瓦亞山脈的一部分，海拔高度5,614米。